# Contarinia steini
Contarinia steini är en tvåvingeart som först beskrevs av Karsch 1881.  Contarinia steini ingår i släktet Contarinia och familjen gallmyggor. Inga underarter finns listade i Catalogue of Life.